# 33905 Leyajoykutty
33905 Leyajoykutty è un asteroide della fascia principale. Scoperto nel 2000, presenta un'orbita caratterizzata da un semiasse maggiore pari a 2,3499957 au e da un'eccentricità di 0,0535880, inclinata di 6,16224° rispetto all'eclittica.